# إيفان كويار
إيفان كويلار ساكريستان (بالإسبانية: Iván Cuéllar)‏ ، من مواليد 27 مايو 1984 في مريدا في إسبانيا ، لاعب كرة قدم إسباني يلعب كحارس مرمى.
بدأ مسيرته الكروية مع نادي أتلتيكو مدريد في عام 2005. في موسم 2007/08 انتقل بيتشو إلى صفوف نادي إيبار في الدرجة الثانية من الدوري الإسباني وذلك على سبيل الإعارة لمدة سنة.

## وصلات خارجية
- إيفان كويار على موقع قاعدة بيانات كرة القدم.إي يو (الإنجليزية)
- إيفان كويار على موقع Soccerbase.com (لاعب) (الإنجليزية)
- إيفان كويار على موقع Soccerway.com (الإنجليزية)
- إيفان كويار على موقع AS.com (الإسبانية)